# 잉그바르 에게르트 시귀르드손
잉그바르 에게르트 시귀르드손(아이슬란드어: Ingvar Eggert Sigurðsson, 1963년 11월 22일 ~ )은 아이슬란드의 배우이다. 할리우드 영화 《신비한 동물들과 그린델왈드의 범죄》(2018)에 출연하였다.

## 출연 작품
《신비한 동물들과 그린델왈드의 범죄》(2018) - 그림슨 역